# Kinchil (kommun)
Kinchil är en kommun i Mexiko.   Den ligger i delstaten Yucatán, i den östra delen av landet, 1 000 km öster om huvudstaden Mexico City. Antalet invånare är 6 571. Arean är 161 kvadratkilometer.
Terrängen i Kinchil är mycket platt.
Följande samhällen finns i Kinchil:
- Kinchil